# Sadri
Sadri là một thành phố và khu đô thị của quận Pali thuộc bang Rajasthan, Ấn Độ.

## Địa lý
Sadri có vị trí 25°00′B 74°04′Đ / 25°B 74,07°Đ Nó có độ cao trung bình là 502 mét (1646 feet).

## Nhân khẩu
Theo điều tra dân số năm 2001 của Ấn Độ, Sadri có dân số 24.403 người. Phái nam chiếm 50% tổng số dân và phái nữ chiếm 50%. Sadri có tỷ lệ 45% biết đọc biết viết, thấp hơn tỷ lệ trung bình toàn quốc là 59,5%: tỷ lệ cho phái nam là 58%, và tỷ lệ cho phái nữ là 32%. Tại Sadri, 18% dân số nhỏ hơn 6 tuổi.